# المعازب (السياني)

تعديل مصدري - تعديل

المعازب محلة تابعة لقرية الخضيراء، التابعة لعزلة عميد الخارج بمديرية السياني إحدى مديريات محافظة إب في الجمهورية اليمنية.، بلغ تعداد سكانها 282 حسب تعداد اليمن لعام 2004.